# Chiesa di San Silvestro (Tivoli)
La chiesa di San Silvestro è un luogo di culto cattolico di Tivoli, in provincia di Roma, diocesi di Tivoli Terza Vicaria. 

## Storia
La chiesa ha una storia molto antica, si vorrebbe sia stata edificata da papa Simplicio tra il 450 e il 500.La struttura originale aveva le caratteristiche dell'antica chiesa di San Pietro alla Carità con  tre navate divise da dodici colonne in marmo cipollino.
Documentato il suo rinnovamento intorno al XII secolo con la rimozione delle tre navate a favore di una navata unica. Il rifacimento fu attuato per necessità urbanistiche. L'abbattimento della navata sinistra permise l'allargamento della via del Colle mentre la navata a destra costribuì alla creazione della casa parrocchiale. Per questo furono demolite le dodici colonne e sostituite con un muro. La torre campanaria ebbe il medesimo destino e quella originale sostituita con uno a vela. Le colonne furono poi alienate per necessità economiche della chiesa nel 1767, nel medesimo periodo fu rifatta la pavimentazione lasciando quella originale in stile cosmatesco solo in prossimità del presbiterio.
Tra la fine del XVII secolo e il secolo successivo furono distrutte le navate laterali e la torre campanaria di cui rimane a testimonianza una vela a sinistra della facciata.
Fu nel Novecento che la chiesa fu oggetto di un importante restauro a opera della Soprintendenza sia nel decennio 1909-1919 che bella seconda metà del secolo. I restauri hanno riportato alla luce l'antica architettura romanica e il restauro anche della parte pittorica.

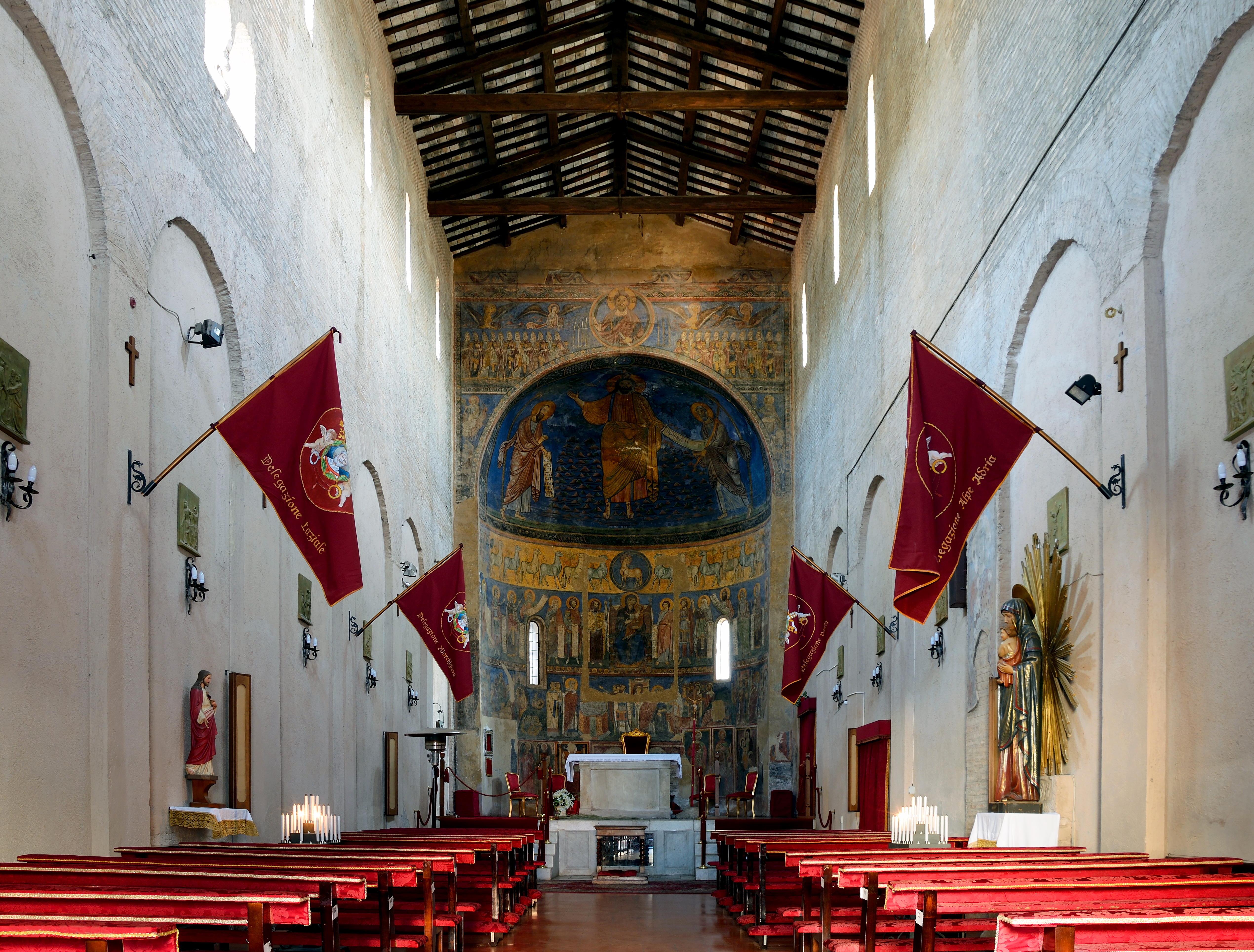
Church of San Silvestro (Tivoli)

## Descrizione

### Esterno
Il fronte principale testimonia le vari fari di demolizione e rifacimento che si sono succedute nel corso del tempo. La facciata romanica in mattoni ospita l'ingresso principale con pareste e architrave in marmo e nella parte superiore tre monofore e il timpano triangolare aggettante sorretto da mensoline marmoree a mattoni dentati. 

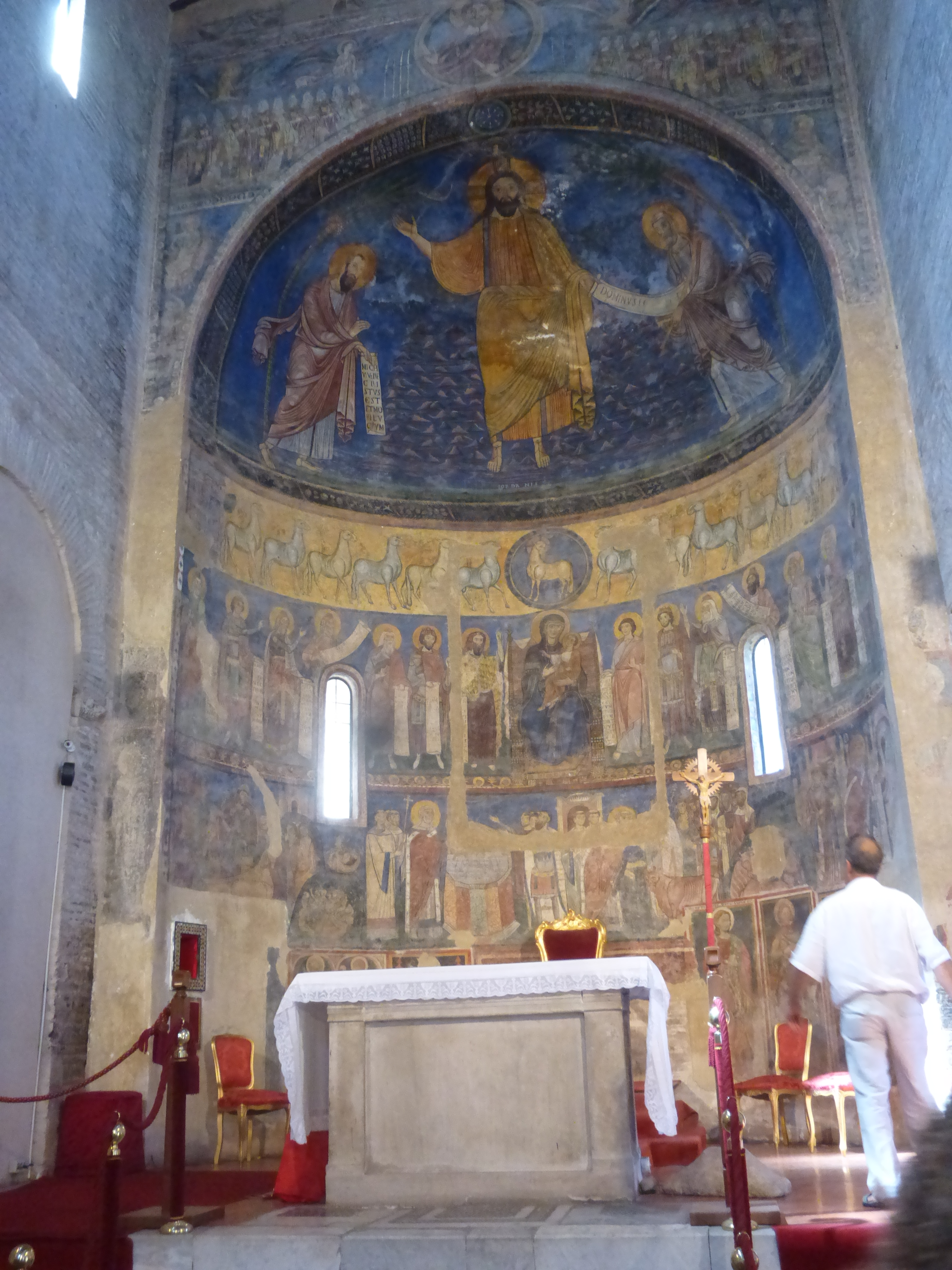
S Silvestro - abside

### Interno
L'interno si presenta a unica navata terminante con cinque gradini che conducono al presbiterio con la copertura a capriate lignee. La zona presbiteriale termina con l'abside semicircolare interamente decorata.
Sotto la zona presbiteriale vi è la cripta con una grande colonna centrale di sostegno e con l'abside circolare di piccole dimensioni. Una “fenestella confessionis” che divide le due rampe di scale, la rende visibile dalla navata.

### Decorazioni dell'abside
L'abside si presenta completamente decorata con gli affreschi risalenti al XII secolo che furono rinvenuti durante i restauri del 1911 e che hanno un'altezza di 10 metri. Sono un importante documento di quanto fosse importante sul territorio il potere che si contendevano l'impero e il papato. Nel catino absidale vi è il “Traditio Legis”. composto da Cristo con i santi Paolo e Pietro e proprio a quest'ultimo Cristo consegna il rotolo delle leggi della chiesa. Il cartiglio riporta la scritta Divina intesa come sia l'autorità della chiesa a cui tutti devono sottomettersi con fiducia anche i nuovi regnanti.
Il dipinto rappresenta la teofonia con Cristo sul cui capo Dio pone una corona. Gesù alza la mano destra verso l'apostolo Paolo e la sinistra verso Pietro che regge il rotolo della legge nonché le chiavi e il pastorale. Il tutto lungo la riva del fiume Giordano tra le palme dove è presente come simbolo di resurrezione una fenice.
Seguono nella parte inferiore i dodici agnelli che rappresentano gli apostoli volti verso l'agnello centrale sanguinante simbolo del martirio. La fascia doveva reggere e proteggere l'affresco posto nel catino superiore. 
Seguono poi le storie del santo titolare e la conversione dell'imperatore Costantino, la Madonna col Bambino in trono, i santi e profeti con cartigli che riportano brani dell'antico e del nuovo testamento. Tutta la raffigurazione porterebbe a una identificazione di tradizione ghibellina. La raffigurazione si avvicina a quella presente negli affreschi della cripta del duomo di Anagni che raccontano le leggente del santo papa con l'imperatore Costantino. La chiesa si trovava nel XII secolo in una zona che vedeva un nuovo sviluppo urbano quindi che aveva un preciso interesse politico e anche religioso.
Le storie di Costantino raccontano più scene: la scena del suo battesimo e la guarigione dalla lebbra. Raffigurano quando l'imperatore ebbe compassione vedendo le madri piangere la morte dei figli sacrificati, rinunciando al rito pagano di bagnarsi del loro sangue e quindi anche alla sua guarigione. Vide però in sogno due figure che il papa raccontò fossero i santi Pietro e Paolo convincendolo così a ricevere il battesimo che lo portò alla guarigione miracolosa dal morbo. Una ulteriore scena raffigura l'imperatore che lotta con un drago, mentre il santo papa gli lega la testa simbolo del paganesimo, con la vittoria del cristianesimo, del bene sul male.
L'arco trionfale presenta la raffigurazione di Cristo Pantocratore con i quattro evangelisti, i sette candelabri, i quattro seniori dell'Apocalisse con i calici simboli della preghiera dei giusti.